# Obsjtina Tjerven brjag
Obsjtina Tjerven brjag (bulgariska: Община Червен бряг) är en kommun i Bulgarien.   Den ligger i regionen Pleven, i den nordvästra delen av landet, 100 km nordost om huvudstaden Sofia.
Obsjtina Tjerven brjag delas in i:
- Breste
- Glava
- Gornik
- Deventsi
- Kojnare
- Lepitsa
- Radomirtsi
- Rakita
- Reselets
- Ruptsi
- Suchatje
- Telisj
- Tjomakovtsi

Följande samhällen finns i Obsjtina Tjerven brjag:
- Tjerven brjag
- Kojnare

Trakten runt Obsjtina Tjerven brjag består till största delen av jordbruksmark. Runt Obsjtina Tjerven brjag är det ganska glesbefolkat, med 47 invånare per kvadratkilometer.